# Bór mieszany wilgotny
Bór mieszany wilgotny (BMw) – typ siedliskowy lasu obszarów nizinnych. Zajmuje siedliska ubogie, wilgotne.
Spotykany jest w obniżeniach terenowych, często w sąsiedztwie BMśw lub Bw, tam gdzie zaznacza się wpływ wody gruntowej na siedlisko. Wpływ ten może być umiarkowany – poziom wody kształtuje się na głębokości 0,6–1,2 m lub woda stagnuje około 8 miesięcy w roku, albo dość silny – poziom wody gruntowej jest na głębokości 0,3–0,6 m lub stagnuje około 10 miesięcy w roku. 
Występuje na glebach bielicowych właściwych oglejonych, glebach bielicowych torfiastych, glebach murszowych, glebach gruntowo-glejowych właściwych, glebach torfowo-glejowych, glebach murszowo-glejowych, glebach murszowatych. Gleby te wytworzone są z piasków rzecznych tarasów akumulacyjnych, aluwialnych piasków rzecznych, piasków i żwirów akumulacji wodnolodowcowej lub lodowcowej, piasków akumulacji lodowcowej na glinach zwałowych. Są to piaski luźne i słabo gliniaste, niekiedy naglinione.
W runie dominuje czernica, orlica (jeśli występuje jest bardzo wyrośnięta, czasem do 1,5 m), kępy trzęślicy i mchów. Pojedynczo można spotkać borówkę bagienną i bagno, a w najbardziej wilgotnych miejscach także torfowce.
Gatunki runa typowe różnicujące BMw od Bw:
- Lysimachia vulgaris – tojeść pospolita,
- Lycopodium annołinum – widłak jałowcowaty,
- Polytrychum commune – płonnik pospolity,
- Carex nigra (C. fusca) – turzyca pospolita,
- Potentilla tormentilla – pięciornik kurze ziele.

Gatunki runa typowe różnicujące BMw i BMśw (wspólnie od Bśw):
- Majanthemum bifolium – konwalijka dwulistna,
- Molinia coerulea – trzęślica modra,
- Pteridium aquilinum – orlica pospolita,
- Oxalis acetosella – szczawik zajęczy (oprócz krainy IV).

Gatunki częste:
- Vaccinium myrtillus – borówka czarna,
- Sphagnum apiculatum – torfowiec kończysty,
- Rhytidiadelphus triquetrus – fałdownik trzyrzędowy,
- Trientalis europaea – siódmaczek leśny,
- Entodon Schreberi – rokietnik pospolity,
- Hylocomium splendens – gajnik lśniący,
- Luzula pilosa – kosmatka owłosiona,
- Vaccinium uliginosum – borówka bagienna,
- Ledum palustre – bagno zwyczajne.

Drzewostan: 
Gatunki główne: sosna I–II bonitacji, świerk I–II bonitacji (kraina II).
Gatunki domieszkowe: dąb, świerk, brzoza, osika, jodła (kraina VI).
Gatunki podszytowe: kruszyna, wierzby krzewiaste, leszczyna, jarząb.